# Association Internationale des Journalistes de Ski
Die Association Internationale des Journalistes de Ski (kurz AIJS) ist die internationale Vereinigung der Skijournalisten. Der Journalistenverband besteht aus Vertretern der Massenmedien, die sich mit dem alpinen Skisport – vornehmlich im Rahmen von Weltcup, Olympischen Winterspielen und Weltmeisterschaften – auseinandersetzen. Größere Aufmerksamkeit erregt die Vereinigung jährlich mit der Vergabe des Skieur d’Or.

## Geschichte
Die Erfolge von Toni Sailer bei den Olympischen Winterspielen 1956 in Cortina d’Ampezzo und die folgenden Spiele 1960 in Squaw Valley machten den alpinen Skisport in vielen neuen Ländern populär und gewisse Rennen, die mittlerweile als „Klassiker“ bezeichnet wurden, zogen immer mehr Zuschauer und Reporter an. Damals existierten keine Pressezentren und die Journalisten mussten in ihren Hotelzimmern arbeiten, von wo aus sie Texte an die Sekretärinnen in ihren Büros diktierten. Einige nutzten zur Kommunikation mit ihren Redaktionen ein Telex. Auch war es schwierig, rasch an offizielle Ergebnislisten oder Kommentare von Athleten und Trainern zu gelangen. So stoppten Reporter an der Strecke sogar eigene Zwischenzeiten, die sie dann in ihre Berichte einpflegten.
Eine Gruppe europäischer Zeitungsjournalisten, darunter Serge Lang und Karl Erb, wollte die Arbeitsbedingungen für Skireporter verbessern und gründete 1961 im Schweizer Mürren die Association Internationale des Journalistes de Ski (AIJS). Lang wurde erster Präsident der Vereinigung und hatte diese Funktion bis an sein Lebensende im Jahr 1999 inne. Den ersten Presseraum im alpinen Skizirkus mit Schreibmaschinen, Telefonanschlüssen und verbesserter Ergebnisinformation richtete Erb im Rahmen der Lauberhornrennen in einem Hotel ein. 1966 war die AIJS in Person von Serge Lang maßgeblich an der Entstehung des Weltcups beteiligt und begann eng mit den internationalen Skiverband (FIS) zusammenzuarbeiten. Im ein Jahr später eingeführten Weltcup-Komitee erhielten Journalisten der AIJS vier Sitze.
Da die Dokumente der ursprünglichen Gründung in der Schweiz nicht auffindbar waren, wurde 2011 eine Neugründung der Vereinigung nötig, um die Auflagen der internationalen Finanz- und Steuerbehörden zu erfüllen. Die AIJS hält jährliche Sitzungen in einem Söldener Hotel im Vorfeld des Weltcup-Auftakts ab.

## Preise
Die AIJS verleiht seit 1963 die Auszeichnung Skieur d’Or (auch Serge Lang Trophy) an den herausragenden alpinen Skirennläufer der Saison, der von den Mitgliedern gewählt wird. Die erste Trophäe vom Sponsor Martini & Rossi wurde am Ende der Saison im Rahmen der Arlberg-Kandahar-Rennen an Egon Zimmermann vergeben. Mittlerweile erfolgt die Verleihung im FIS-Forum Alpinum am Rande des Weltcup-Auftakts Ende Oktober in Sölden.
In der Saison 2017/18 wurde von der AIJS erstmals ein Wettbewerb für akkreditierte Weltcup-Fotografen ausgetragen. Der Preis wurde nach dem im August 2017 verstorbenen langjährigen Associated-Press-Fotografen und Weltcup-Begleiter Armando Trovati, unter anderem auch Cheffotograf der Olympischen Winterspiele 2006, benannt. Zum ersten Preisträger des Prix Armando Trovati kürte die Jury eine Aufnahme von Patrick Schweiger bei dessen Einfädler auf der Streif.

## Präsidenten
Der Vorstand der AIJS besteht aus einem Vorsitzenden (Präsidenten) und drei Vizepräsidenten, die sich mit Organisation und Management innerhalb der Gruppe befassen. Aktueller Präsident ist der seit 1969 als Skijournalist tätige Patrick Lang, Sohn des berühmten Gründers der Vereinigung. Bisher gab es vier verschiedene Präsidenten:
- 1961–1999:  Serge Lang
- 1999–2010:  Robert Seeger
- 2010–2020:  Gernot Mussner
- seit 2020:  Patrick Lang